# Maria Leopoldyna Austriaczka
Maria Leopoldyna Habsburg (ur. 6 kwietnia 1632 w Innsbrucku, zm. 7 sierpnia 1649 w Wiedniu) – Cesarzowa Świętego Cesarstwa Rzymskiego, królowa Czech i Węgier, córka arcyksięcia Leopolda V Habsburga i Klaudii Medycejskiej, córki Ferdynanda I, wielkiego księcia Toskanii.

## Życiorys
Była wychowana pod wpływem kultury dworskiej, którą na tyrolskim dworze Leopolda V wprowadzała jego żona. 2 lipca 1648 w Linzu poślubiła cesarza Ferdynanda III Habsburga (13 lipca 1608 – 2 kwietnia 1657), syna cesarza Ferdynanda II i Marii Anny Wittelsbach, córki księcia Bawarii Wilhelma V. Ferdynand i Maria mieli razem jednego syna:
- Karol Józef (7 sierpnia 1649 – 27 stycznia 1664), wielki mistrz zakonu krzyżackiego, biskup wrocławski i ołomuniecki

Maria Leopoldyna zmarła podczas porodu i została pochowana w Krypcie Cesarskiej Kościoła Kapucynów w Wiedniu.
| 4. Karol Styryjski     |  |                       |  |  |                                 |
|                        |  | 2. Leopold V Habsburg |  |  |                                 |
| 5. Maria Anna Bawarska |  |                       |  |  |                                 |
|                        |  |                       |  |  | 1. Maria Leopoldyna Austriaczka |
| 6. Ferdynand I         |  |                       |  |  |                                 |
|                        |  | 3. Klaudia Medycejska |  |  |                                 |
| 7. Krystyna Lotaryńska |  |                       |  |  |                                 |
|                        |  |                       |  |  |                                 |